# ディムコ・ビルディング
ディムコ・ビルディング (Dimco buildings) は、ロンドンのホワイト・シティ (White City)、シェパーズ・ブッシュのすぐ北隣にある歴史的な建物群。もともとは1898年に建設されたロンドン地下鉄セントラル線の発電施設を収めていた。
今日では、ディムコ・ビルディングはバス・ターミナルとして利用されているが、建物群は重要文化財建築物 (listed building) のグレード2に指定されている.。
ディムコ・ビルディングは、1988年の映画『ロジャー・ラビット』でアクメ社の工場の場面のロケーションとなり、後に2001年の映画『ハムナプトラ2/黄金のピラミッド』では、大英博物館の内部という設定の場面で使用された。